# Brienne-le-Château
Brienne-le-Château là một xã trong tỉnh Aube, thuộc vùng Grand Est của nước Pháp, có dân số là 3336 người (thời điểm 1999).

## Các thành phố kết nghĩa
- Riedstadt, Đức

## Nhân vật nổi tiếng
- Jean de Brienne